# Janetiella nodosus
Janetiella nodosus is een muggensoort uit de familie van de galmuggen (Cecidomyiidae). De wetenschappelijke naam van de soort werd voor het eerst geldig gepubliceerd in 1907 door Ephraim Porter Felt.